# Jon Russell
Jonathan Edward Russell (Hounslow, Reino Unido, 9 de octubre de 2000) es un futbolista jamaicano. Juega de centrocampista y su equipo es el Barnsley F. C. de la EFL League One de Inglaterra.

## Trayectoria
Entró a las inferiores del Chelsea F. C. en 2007. Ya como profesional, en octubre de 2020, fue cedido al Accrington Stanley F. C. en la EFL League One, donde debutó como profesional.
En julio de 2021 fichó por el Huddersfield Town A. F. C. de la EFL Championship.
Tras dos temporadas y medias, se incorporó al Barnsley F. C. en enero de 2023.

## Selección nacional
Debutó con la selección de Jamaica el 26 de marzo de 2023 ante México.

### Participaciones en Copa Oro de la Concacaf
| Copa          | Sede                    | Resultado      |
| ------------- | ----------------------- | -------------- |
| Copa Oro 2023 | Estados Unidos · Canadá | Semifinales    |
| Copa Oro 2025 | Estados Unidos · Canadá | Fase de grupos |

## Estadísticas
Actualizado al último partido disputado el 3 de mayo de 2025.
| Club                                  | Div.          | Temporada     | Liga  | Liga  | Copas nacionales | Copas nacionales | Copas internacionales | Copas internacionales | Total | Total |
| Club                                  | Div.          | Temporada     | Part. | Goles | Part.            | Goles            | Part.                 | Goles                 | Part. | Goles |
| ------------------------------------- | ------------- | ------------- | ----- | ----- | ---------------- | ---------------- | --------------------- | --------------------- | ----- | ----- |
| Chelsea F. C. Inglaterra              | 1.ª           | 2020-21       | 0     | 0     | 0                | 0                | —                     | —                     | 0     | 0     |
| Chelsea F. C. Inglaterra              | Total club    | Total club    | 0     | 0     | 0                | 0                | 0                     | 0                     | 0     | 0     |
| Accrington Stanley F. C. Inglaterra   | 3.ª           | 2020-21       | 25    | 2     | 1                | 0                | —                     | —                     | 26    | 2     |
| Accrington Stanley F. C. Inglaterra   | Total club    | Total club    | 25    | 2     | 1                | 0                | 0                     | 0                     | 26    | 2     |
| Huddersfield Town A. F. C. Inglaterra | 2.ª           | 2021-22       | 20    | 2     | 2                | 0                | —                     | —                     | 22    | 2     |
| Huddersfield Town A. F. C. Inglaterra | 2.ª           | 2022-23       | 7     | 0     | 1                | 0                | —                     | —                     | 8     | 0     |
| Huddersfield Town A. F. C. Inglaterra | Total club    | Total club    | 27    | 2     | 3                | 0                | 0                     | 0                     | 30    | 2     |
| Barnsley F. C. Inglaterra             | 3.ª           | 2022-23       | 14    | 0     | —                | —                | —                     | —                     | 14    | 0     |
| Barnsley F. C. Inglaterra             | 3.ª           | 2023-24       | 31    | 3     | 2                | 1                | —                     | —                     | 33    | 4     |
| Barnsley F. C. Inglaterra             | 3.ª           | 2024-25       | 40    | 11    | 6                | 0                | —                     | —                     | 46    | 11    |
| Barnsley F. C. Inglaterra             | Total club    | Total club    | 85    | 14    | 8                | 1                | 0                     | 0                     | 93    | 15    |
| Total carrera                         | Total carrera | Total carrera | 137   | 18    | 12               | 1                | 0                     | 0                     | 149   | 19    |

## Vida personal
Russell es miembro de La Iglesia de Jesucristo de los Santos de los Últimos Días.